# L'Honorable Griffin
Pour plus de détails, voir Fiche technique et Distribution.
L'Honorable Griffin (The Adventures of Bullwhip Griffin) est un film américain réalisé par James Neilson, sorti en 1967.

## Synopsis
Griffin est le majordome très propre sur lui d'un habitant de Boston, Jack Flagg. Mais lorsque Flagg décide de déménager pour la Californie lors de la Ruée vers l'or de 1848, Griffin le suit docilement.

## Fiche technique
- Titre français : L'Honorable Griffin
- Titre original : The Adventures of Bullwhip Griffin
- Réalisation : James Neilson
- Scénario : Lowell S. Hawley d'après le roman By the Great Horn Spoon de Sid Fleischman
- Musique : George Bruns
  - Musiques additionnelles : Mel Leven
  - Orchestration : Walter Sheets
  - Montage : Evelyn Kennedy
  - Chansons : Richard M. Sherman et Robert B. Sherman (Girls of San Francisco, Whoever You Are et California Gold)
- Photographie : Edward Colman
- Montage : Marsh Hendry
- Direction artistique : Carroll Clark, John B. Mansbridge
  - Chorégraphe : Alex Plasschaert
- Décors : Emile Kuri, Hal Gausman
- Effets spéciaux : Eustace Lycett
- Effets Visuels : Peter Ellenshaw (artiste matte)
- Animation du générique : Ward Kimball
- Coiffure : La Rue Matheron
- Maquillage : Pat McNalley
- Costume : Bill Thomas (conception), Chuck Keehne, Neva Rames
- Technicien du son : Robert O. Cook (supervision), Dean Thomas (mixeur)
- Producteur : Walt Disney, Louis Debney (producteur associé), Bill Anderson (coproducteur)
- Société de production : Walt Disney Productions
- Société de distribution : Buena Vista Distribution Company
- Pays d'origine : États-Unis
- Format : Couleurs - 1,75:1 - Mono - 35 mm
- Durée : 105 minutes
- Date de sortie : 3 mars 1967

Sauf mention contraire, les informations proviennent des sources concordantes suivantes : Leonard Maltin, Dave Smith et IMDb

## Distribution
- Roddy McDowall (VF : Dominique Paturel) : Eric « Bullwhip » Griffin
- Suzanne Pleshette (VF : Paule Emanuele) : Arabella Flagg
- Bryan Russell : Jack Flagg
- Karl Malden (VF : Jean-Henri Chambois) : Le juge Higgins
- Harry Guardino (VF : Denis Savignat) : Sam Trimble
- Richard Haydn (VF : Fernand Rauzéna) : Quentin Bartlett
- Mike Mazurki (VF : Jean Clarieux) : Teddy Mountain dit 'Bras d'acier'
- Hermione Baddeley (VF : Hélène Tossy) : Miss Irene Chesney
- Liam Redmond (VF : Jacques Hilling) : Le capitaine Swain
- Cecil Kellaway (VF : Paul Bonifas) : M. Pemberton
- Joby Baker : Le chef des Bandidos
- Alan Carney : Joe Turner
- Parley Baer : Le chef exécuteur
- Arthur Hunnicutt : L'arbitre
- Dub Taylor : Le chronométreur
- John Qualen : Le barbier

Source : Leonard Maltin, Dave Smith et IMDb

## Sorties cinéma
Sauf mention contraire, les informations suivantes sont issues de l'Internet Movie Database.
- États-Unis : 3 mars 1967 (première), 8 mars 1967
- Suède : 28 octobre 1967
- Finlande : 10 novembre 1967
- Japon	: 13 janvier 1968
- Allemagne de l'ouest : 1er mars 1968
- Australie : 9 mai 1968
- Danemark : 25 juin 1969

## Origine et production
L'Honorable Griffin possède un scénario comprenant de nombreux revirements de situations distillée à un rythme soutenu pour maintenir en haleine le spectateur. Il est tiré du roman By the Great Horn Spoon de Sid Fleischman.
Le film se conclut avec un combat final entre Bullwhip Griffin et Mountain Ox mêlant mouvements rapides défiant la gravité et gags burlesques. Le film comprend une séquence en animation réalisée par Ward Kimball dans un style rococo avec des angelots,. Les scènes du camp de mineurs d'or californien ont été tournées avec pour décors deux des collines artificielles des studios Disney à Burbank.
Richard Haydn avait donné sa voix 16 ans plus tôt à la Chenille dans Alice au pays des merveilles (1951).

## Sortie et accueil
Les critiques sont peu affables sur le film et son succès en salle très faible au point qu'il est diffusé quelque temps plus tard à la télévision. Howard Thompson du New York Times considère le film comme « lent, sans budget et insipide jusqu'à l'affectation ... les seuls éléments agréables sont les encarts en animation sur fond de quartet de barbershop. » William Peper dans le World Journal Tribune évoque le film dans les mêmes termes que Thompson mais trouve que « l'esprit familial du film est le plus acceptable. » Variety est plus enthousiaste et trouve le film excellent avec un rythme vif, des prestations d'acteur solides, de la comédie et des valeurs rendant le film fort pour le public de tout âge.
Le film a été diffusé en trois épisodes dans l'émission The Wonderful World of Disney les 17, 24 et 31 janvier 1971 sur NBC. Le film a été édité en vidéo en 1986.

## Analyse
L'Honorable Griffin est selon Leonard Maltin, une satire dynamique de la Ruée vers l'or de 1949 en Californie. Et son principal intérêt est le travail en animation de Ward Kimball.